# Мультивселенная (киновселенная Marvel)
Мультивселе́нная (англ. Multiverse) — место действия в медиафраншизе «Кинематографическая вселенная Marvel» (КВМ). Данная мультивселенная основана на одноимённом сеттинге из комиксов Marvel. Мультивселенная КВМ представляет собой набор бесконечного множества альтернативных реальностей и измерений. Впервые данное явление было затронуто в фильме «Доктор Стрэндж» (2016) и повторно рассмотрено в ленте «Мстители: Финал» (2019). Мультивселенная играет ключевую роль в проектах Четвёртой фазы франшизы, особенно в сериале «Локи» (2021—2023), мультсериале «Что, если…?» (2021 — настоящее время) и фильмах «Человек-паук: Нет пути домой» (2021) и «Доктор Стрэндж: В мультивселенной безумия» (2022), и Пятой фазы в фильме «Человек-муравей и Оса: Квантомания» (2023). Мультивселенная КВМ получила неоднозначную реакцию критиков: с одной стороны, эксперты похвалили визуальную стилистику и элементы ностальгии, но с другой стороны, раскритиковали использование фансервиса. Включение персонажей из фильмов, не входящих в КВМ, также вызвало спекуляции и дискуссии среди зрителей и комментаторов.

## Концепция и создание
Мультивселенная была впервые представлена в комиксах Marvel в 1960-х и 1970-х годах. В комиксе «Странные истории» № 103 (1962) Джонни Шторм из Фантастической четвёрки впервые в истории Marvel перемещается в альтернативную реальность, а именно в Пятое измерение (позже обозначенное как Земля-6212). Затем концепция мультивселенной была полностью раскрыта в первом выпуске серии «Что, если…?» (1977) и комиксе «Marvel-два-в-одном» № 50 (1979), а само понятие «мультивселенная» впервые было использовано в линейке комиксов «Что, если…?». Дэвид Торп, создатель Капитана Британии, впервые ввёл термин «Земля-616» для обозначения основной вселенной в комиксе «Сорвиголовы» № 7 (1983), чтобы отделить персонажа от его альтернативных версий.
В 2008 году был выпущен фильм «Железный человек», положивший начало медиафраншизе «Кинематографическая вселенная Marvel» (КВМ). Место действия франшизы впоследствии было обозначено Marvel Comics как Земля-199999 в «Официальном справочнике по вселенной Marvel от А до Я. Том 5» (2008). Выяснилось, что Локи, Гвенпул и Доктор Стрэндж из комиксов знают о существовании КВМ. Мультивселенная была представлена в КВМ в фильме «Доктор Стрэндж» (2016), режиссёр которого Скотт Дерриксон отметил, что именно Стрэндж ранее «открыл дверь вселенной комиксов Marvel в мультивселенную Marvel». Тогда же продюсер и президент Marvel Studios Кевин Файги заявил, что в ближайших планах студии нет параллельных вселенных, подобных тем, что были представлены в комиксах, а вместо этого в фильме исследуются различные «инопланетные измерения».
Взгляд на мультивселенную КВМ пересматривается в фильме «Мстители: Финал» (2019), в котором Мстители путешествуют по четырём альтернативным временным линиям в рамках операции «Хрононалёт». В фильме «Мстители: Финал» герои вновь посещают события фильмов «Мстители» (2012), «Тор 2: Царство тьмы» (2013) и «Стражи Галактики» (2014), а побег альтернативной версии Локи из Нью-Йорка 2012 года определяет события первого сезона сериала Disney+ «Локи» (2021). Мультивселенная играет центральную роль в Четвёртой фазе КВМ, особенно в первом сезоне «Локи», первом и втором сезонах мультсериала Disney+ «Что, если…?» (2021 и 2022) и фильмах «Человек-паук: Нет пути домой» (2021), «Доктор Стрэндж: В мультивселенной безумия» (2022) и «Человек-муравей и Оса: Квантомания» (2023).
Шоураннеры «Локи» сотрудничали со съёмочными группами сериалов Disney+ «Ванда/Вижн» (2021) и «Что, если…?» и фильма «Человек-муравей и Оса: Квантомания», поскольку все три проекта определённым образом связаны с мультивселенной. Вместе с соисполнительным продюсером «Ванда/Вижн» Мэри Ливанос и исполнительный продюсер «Что, если…?» Брэдом Уиндербаумом, исполнительные продюсеры «Локи» Кевин Райт и Стивен Бруссар разработали «свод правил» относительно мультивселенной и альтернативных временных линий КВМ. Файги также провёл встречу с руководителями Marvel Studios, чтобы обсудить правила мультивселенной и то, как они представят её зрителям.

## Представление

### «Доктор Стрэндж» (2016)
В фильме «Докторе Стрэндж» Мастера мистических искусств используют понятие «мультивселенная» для описания множества измерений в КВМ. Древняя отправляет доктора Стивена Стрэнджа в путешествие по мультивселенной, во время которого тот пролетает мимо разных вселенных и карманных реальностей, включая квантовый мир, представленный в фильме «Человек-муравей» (2015), измерение Манделибуса, измерение Актиниарии, измерение цветущие благовония и измерение желейной травы. Эта сцена, которая внутри Marvel Studios называлась «Магический мистический тур», изначально длилась семь минут. Фильм в первую очередь исследует астральное измерение, тёмное измерение и зеркальное измерение.
Астрофизик Адам Франк выступил консультантом по вопросу представления мультивселенной в «Докторе Стрэндже», предоставляя советы по поводу того, как с научной точки зрения отобразить различные измерения. Фрэнк заявил, что не верит в реальное существование мультивселенной, но считает это «отличной идеей для использования в фантастике». Астрофизик также отметил, что для фильма не требовалось отобразить мультивселенную максимально точно, поскольку всё было «[основано] на том, как учёные представляют реальность, пространство и другие измерения».

### «Мстители: Финал» (2019)
В фильме «Мстители: Финал» в поисках шести Камней Бесконечности три группы Мстителей через квантовый мир попадают в лагерь «Лихай» 1970 года, Нью-Йорк 2012 года, Асгард 2013 года, а также на планеты Мораг и Вормир 2014 года. Фильм установил правила путешествий во времени в КВМ, отвергнув парадокс убитого дедушки и эффект бабочки, согласно которым изменения в прошлом повлияют на будущее в той же временной линии. Вместо этого в фильме оговаривается, что в результате изменения прошлого или будущего изменяются происходит расхождение с изначальной временной линией и в результате создаётся альтернативная временная линия, фактически параллельная вселенная.
Когда Тони Старк / Железный человек и Скотт Лэнг / Человек-муравей пытаются заполучить Тессеракт в Нью-Йорке 2012 года, альтернативная версия Локи сбегает с кубом. Альтернативные версии Таноса, Гаморы и Небулы телепортируются из 2014 года на базу Мстителей в 2023 год основной вселенной, что приводит к Битве за Землю. После этого Стив Роджерс / Капитан Америка возвращает Камни Бесконечности и Мьёльнир в их изначальные временные линии и решает остаться с альтернативной версией Пегги Картер в 1949 году и состариться вместе с ней. Режиссёры и сценаристы фильма расходятся во мнениях относительно того, произошло ли это в альтернативной реальности через путешествие во времени или в прошлом основной временной линии.

### «Агенты „Щ.И.Т.“» (6-й сезон, 2019)
Основная часть шестого сезона сериала ABC «Агенты „Щ.И.Т.“» (2019) происходит в альтернативной временной линии, отчасти из-за неуверенности шоураннеров в дате выхода сезона — до или после «Финала». Сезон фокусируется на последствиях путешествий во времени и возникающих в результате временных линиях.

### «Человек-паук: Вдали от дома» (2019)
В фильме «Человек-паук: Вдали от дома» (2019) Квентин Бек / Мистерио рассказывает Питеру Паркеру / Человеку-пауку, что он и Элементалы прибыли из альтернативной реальности внутри мультивселенной под названием Земля-833; Бек называет основную вселенную КВМ Землёй-616. Позже выясняется, что это лишь уловка, придуманная Беком и его командой для мести Тони Старку, их бывшему работодателю. Кроме того, Дж. К. Симмонс появляется в первой сцене после титров в роли Дж. Джона Джеймсона; Симмонс ранее сыграл персонажа в трилогии фильмов о Человеке-пауке от Сэма Рэйми, но режиссёр «Вдали от дома» Джон Уоттс пояснил, что это новое воплощение персонажа, который не пришёл «из другого измерения или мультивселенной». Несмотря на это, Файги подтвердил, что в КВМ действительно существует мультивселенная.

### «Агенты „Щ.И.Т.“» (7-й сезон, 2020)
Седьмой сезон «Агентов „Щ.И.Т.“» (2020) продолжает сюжетную линию предыдущего сезона, ориентированную на путешествия во времени, в которой герои преследуют Хроникомов во времени через «приливы». К концу сезона создаётся новая временная линия в результате изменения прошлого командой «Щ.И.Т.а.». Финал сериала «За что мы боремся» подтверждает, что события сезона происходили в отдельной временной шкале, а Лео Фитц через квантовый мир возвращает команду обратно в основную временную шкалу КВМ.

### «Локи» (1-й сезон, 2021)
Концепция мультивселенной впервые подробно исследуется в первом сезоне сериала «Локи», который запустил в КВМ сюжетную арку, ориентированную на мультивселенную. Альтернативная версия Локи, сбежавшая из Нью-Йорка 2012 года во время событий Финала, попадает в «Управление временны́ми изменениями» (УВИ), организацию, находящуюся вне пространства и времени и следящую за мультивселенной. В сериале основное измерение КВМ обозначено как «Священная линия времени», при этом УВИ стремится поддерживать надлежащий временной поток и с помощью зарядов перезагрузки «обрезает» альтернативные реальности, которые значительно отклонились от основной временной линии. УВИ обозначает Локи «вариантом времени» и нанимает его, чтобы выследить Сильвию, одну из альтернативных версий бога обмана, которая устраивает засады на минитменов УВИ в альтернативных временных линиях. После драки в супермаркете Roxxon в альтернативном 2050 году пара героев вынуждена работать вместе, чтобы в альтернативном 2077 году сбежать с луны Ламентис-1, которой грозит уничтожение.
Другие варианты Локи появляются в Пустоте, пустом измерении, куда охотники и минитмены УВИ перемещают людей и объекты после удаления альтернативных временных линий. В сериале представлены пожилой Классический Локи, ребёнок Локи, владеющий молотом Хвастливый Локи и рептилоидный Аллигатор Локи. В финале сезона «Ради всего времени. Навсегда.» Локи и Сильвия встречают Того, кто остаётся, загадочную фигуру из XXXI века, положившего конец мультивселенской войне между своими вариантами самого себя и основавшего УВИ. Сильвия убивает его, поэтому бесконечное количество временных линий отклоняется от Священной временной линии, что приводит к воссозданию мультивселенной. В конце серии в перезапущенном УВИ Локи видит статую Канга Завоевателя, злобного варианта Того, кто остаётся, который появится в фильме «Человек-муравей и Оса: Квантомания» (2023). Помимо фильма «Человек-муравей и Оса: Квантомания», этот эпизод заложил основы событий фильма «Человек-паук: Нет пути домой» и «Доктор Стрэндж: В мультивселенной безумия».
По словам главного сценариста Майкла Уолдрона, в сериале подробно изложены правила путешествий во времени, установленные в «Финале»: мультивселенная описана как пересекающееся скопление переплетённых временных линий, события в которых происходят одновременно. Художники-раскадровщики сериала решили изобразить Священную временную линии в виде окружности, если смотреть на неё из Цитадели в конце времён; режиссёр Кейт Херрон посчитала это «поразительным образом». Файги заявил, что события «Локи» окажут значительное влияние на КВМ, а Уолдрон добавил, что последствия сериала будут «широко ветвиться» по всей франшизе.

### «Что, если…?» (1-й сезон, 2021)
Первый сезон «Что, если…?» исследует множество альтернативных реальностей, которые отклонились от основной временной линии. Рассказчиком сериала выступает Наблюдатель Уату, всемогущее существо, наблюдающее за мультивселенной, но не вмешивающееся в события. В проекте были показаны следующие альтернативные реальности: вселенная, где Пегги Картер становится суперсолдатом Капитаном Картер; реальность, в которой Т’Чалла становится Звёздным лордом; вселенная, где во время большой недели Фьюри Хэнк Пим / Жёлтый шершень убивает Мстителей; реальность, в которой тёмная магия берёт верх над Стивеном Стрэнджем; вселенная, где Джанет ван Дайн / Оса становится причиной зомби-апокалипсиса; реальность, в которой Эрик «Киллмонгер» Стивенс спасает жизнь Тони Старку и вызывает войну между Вакандой и США; вселенная, где Тор становится тусовщиком, и реальность, в которой Альтрон использует Камни Бесконечности для уничтожения всего живого во вселенной.
Когда развращённый тёмной магией Стрэндж умоляет Наблюдателя спасти его разрушающуюся вселенную, тот отказывается, ссылаясь на данную клятву. Не сумев победить Альтрона, владеющего Камнями Бесконечности, Наблюдатель нарушает свою клятву и создаёт команду «Стражи Мультивселенной», чтобы спасти эту самую всех реальностей. Главный сценарист проекта Эшли Брэдли не была уверена, как мультивселенная будет представлена в «Локи» и «Мультивселенной безумия», поскольку разработка «Что, если…?» началась задолго до производства двух других проектов, поэтому было решено оставить большую часть создания правил мультивселенной КВМ командам «Локи» и «Мультивселенной безумия».

### «Человек-паук: Нет пути домой» (2021)
«Нет пути домой» связывает КВМ с другими фильмами Sony Pictures о Человеке-пауке: несколько персонажей из альтернативных реальностей случайно переносятся в основную временную линию КВМ из-за ошибочного заклинания, выполненного Стрэнджем и предназначавшегося для того, чтобы стереть во всём мире информацию о личности Питера Паркера как Человека-паука. Тоби Магуайр, Альфред Молина, Уиллем Дефо и Томас Хейден Чёрч повторяют свои роли Питера Паркера / Человека-паука, Отто Октавиуса / Доктора Осьминога, Нормана Озборна / Зелёного гоблина и Флинта Марко / Песочного человека из трилогии Рэйми о Человеке-пауке; Эндрю Гарфилд, Джейми Фокс и Рис Иванс повторяют свои роли Питера Паркера / Человека-паука, Макса Диллона / Электро и Курта Коннорса / Ящера из фильмов Марка Уэбба о Новом Человеке-пауке; Том Харди повторяет роли Эдди Брока и Венома из вселенной Человека-паука от Sony (SSU). Многие из этих актёров прибывали на съёмочную площадку в плащах, чтобы избежать утечки информации об их участии.
В фильме Питер Паркер отказывается отправить Октавиуса, Осборна, Марко, Диллона и Коннорса обратно в их реальности, где их ждёт гибель; Паркер заманивает Стрэнджа в ловушку в Зеркальном измерении. После того как все злодеи, кроме Октавиуса, сбегают, к Паркеру в разработке лекарств для злодеев присоединяются его альтернативные версии, получившие прозвища «Питер-Два» и «Питер-Три». Во время битвы у Статуи Свободы взрыва артефакта «Махина Ди Кадавус» начинает разрывать ткань реальности, что вынуждает Стрэнджа стереть воспоминания о Паркере у всех жителей Земли и отправить альтернативных героев в их собственные вселенные. Сценаристы Крис МакКенна и Эрик Соммерс на раннем этапе написания сценария начали исследовать идею мультивселенной и возможного возвращения персонажей из прошлых фильмов о Человеке-пауке: изначально они планировали это в виде небольшой забавы для фанатов. В ранних набросках сценария были представлены практически все главные персонажи из предыдущих фильмов о Человеке-пауке, но в конечном итоге их число было сокращено, чтобы избежать чрезмерного фансервиса. Для фильма почти все «мультивселенские» злодеи были переработаны на том или ином уровне: Озборн и Диллон получили более точный внешний вид из комиксов, а Молина и Дефо были омоложены с помощью CGI.

### «Доктор Стрэндж: В мультивселенной безумия» (2022)
Сюжет в данном фильме полностью вращается вокруг мультивселенной. Фильм представляет Америку Чавес, подростка из Утопической параллели, которая может перемещаться между вселенными через звездообразные порталы. В открывающей сцене фильма Чавес и альтернативная версия Стрэнджа с Земли-617 сражаются с демоном в пространстве между вселенными; Стрэндж-617 погибает и Чавес сбегает в основную вселенную КВМ. Внешний вид этой версии Стрэнджа был создан по образцу серии комиксов Мэтта Фрэкшна «Защитники» (2011). Далее по сюжету фильма Чавес и Стрэндж-616 пролетают сквозь 20 различных вселенных: мир со статуями, напоминающими Живой Трибунал из Marvel Comics; анимированная комиксная вселенная; разрушенный Нью-Йорк после альтернативной битвы за город 2012 года; мир с дронами Департамента США по ликвидации разрушений (DODC) из фильма «Вдали от дома»; населённая динозаврами Дикая Земля из комиксов и чёрно-белый Нью-Йорк, застрявший в 1930-х годах после его захвата Гидрой. Визуальные эффекты для 40-секундной сцены были созданы компанией Framestore, которая начала разработку сцены почти за полтора года до выхода фильма. Компания назвала эту сцену «Путешествие через портал Америки», а главный аниматор Алексис Уойсброт стремился «вторить безумию» «Магического мистического тура» первого фильма.
Стрэндж и Чавес впоследствии попадают на Землю-838 к команде «Иллюминаты», членам тайного общества сверхлюдей. Среди Иллюминатов выделились профессор Чарльз Ксавьер, Блэкагар Болтагон / Чёрный гром и Рид Ричардс, роли которых исполнили Патрик Стюарт, Энсон Маунт и Джон Красински, соответственно. Стюарт и Маунт повторяют свои роли из серии фильмов о Людях Икс от компании 20th Century Fox и сериала ABC «Сверхлюди», хотя в «Мультивселенной безумия» появились альтернативные версии этих персонажей. Профессор Икс передвигается на жёлтой инвалидной коляске, похожей на ту, которую использовал персонаж в мультсериале «Люди Икс» (1992—1997); Ксавьер также произносит реплику из ленты «Люди Икс: Дни минувшего будущего» (2014). Костюм Чёрного грома более похож на костюм из комиксов, чем из «Сверхлюдей». Участие Стюарта в фильме было впервые подтверждено с выходом второго трейлера фильма, хотя первоначально было неясно, исполнит ли он роль именно Ксавьера. Файги выбрал Красински на роль Рида Ричардса, потому что актёр являлся давним выбором фанатов; поэтому было отменено запланированное камео Дэниела Крейга в роли Бальдра Храброго. Майкл Уолдрон, написавший сценарий этого фильма, не смог включить Нэмора в состав Иллюминатов, потому что у Marvel Studios были другие планы на персонажа.
Также в фильме появляется версия Стрэнджа, которая была развращена книгой «Даркхолд» и имеет третий глаз. Альтернативная версия Кристины Палмер с Земли-838, учёная, работающая в Фонде Бакстера, обозначает основную реальность КВМ как Землю-616. По словам актрисы Рейчел Макадамс, работа Палмер как «эксперта по мультивселенной» позволила ей принять участие в большем количестве экшен-сцен, чем в первом фильме, а её взаимодействие со Стрэнджем-616 помогло раскрыть историю любви между ним и Палмер-616. В ранних версиях фильма была представлена ещё одна альтернативная версия Палмер, а также альтернативные версии Никодемуса Уэста и Хоуп ван Дайн / Осы с Земли-838, но они были вырезаны. Сообщалось, что Том Хиддлстон вернётся к роли Локи, но персонаж не появился в финальной версии фильма. «Мультивселенная безумия» представляет в КВМ несколько концепций, связанных с мультивселенной. В начале фильма выясняется, что сны представляют собой видения альтернативных версий героев в мультивселенной. Максимофф и Стрэндж позже используют заклинание «Сомнамбула» (англ. dreamwalking, буквально «хождение во сне»), «умственно [и] физически изматывающее заклинание», которое позволяет герою с помощью «Даркхолда» управлять телом и разумом своей альтернативной версии. Кроме того, в ленте вводится понятие «сопряжения» как конца вселенной из-за серьёзного вмешательства в события альтернативной вселенной, что приводит к дестабилизации связи между обеими вселенными.
В июле 2019 года на Комик-коне в Сан-Диего было объявлено название фильма, дата выхода и сюжетный акцент на мультивселенной. Объясняя подзаголовок фильма, сопродюсер Ричи Палмер заявил, что в фильме будут исследованы определения слова «безумие», а также внутренние демоны; в то время как Файги заявил о своём намерении исследовать «умопомрачительную и пугающую сторону» мультивселенной. Актёрам было трудно отслеживать различные реальности внутри мультивселенной. Уолдрон также стремился избежать чрезмерного фансервиса, и ему пришлось «двигать сюжет фильма достаточно быстро» в отношении мультивселенной из-за того, что «Мультивселенная безумия» была фильмом, а не сериалом. Уолдрон отметил, что работа над сериалом «Рик и Морти» (2013 — настоящее время) подготовила его к введению таких концепций, как мультивселенная; сценарист добавил, что представление мультивселенной в «Мультивселенной безумия» отличается от вышеупомянутого сериала тем, что альтернативные реальности вводятся не только для смеха, а как эмоциональные и центральные части фильма. Уолдрон решил прописать Ванду Максимофф / Алую ведьму как стандартного антагониста фильма, а не как злодея, связанного с мультивселенной, такого как Канг, потому что сценарист не захотел «переполнять» фильма; поэтому для «внутрифильмового мультивселенского безумия» были представлены Иллюминаты. Поскольку изначально выход «Мультивселенной безумия» планировался до «Нет пути домой», Уолдрон сотрудничал с Маккеной и Соммерсом, чтобы соответствующим образом скорректировать сюжеты фильмов после переноса даты премьеры «Мультивселенной безумия». Файги описал мультивселенную как «следующий шаг в эволюции КВМ», отметив, что этот фильм также окажет значительное влияние на киновселенную.

### «Человек-муравей и Оса: Квантомания» (2023)

Мультивселенная, представленная в сцене после титров фильма «Человек-муравей и Оса: Квантомания» (2023)

Канг впервые появляется в фильме «Человек-муравей и Оса: Квантомания», выступая в качестве главного антагониста фильма. В фильме выясняется, что он спровоцировал Войну Мультивселенной, упомянутую в сериале «Локи» (2021), завоевав или уничтожив целые временные линии. Альтернативные версии Канга, известные под общим названием «Совет Кангов», узнав о его деяниях изгоняют его в Квантовый мир, и Канг замышляет свою месть. В Квантовом мире он заручается помощью Джанет ван Дайн, чтобы восстановить энергетическое ядро своего космического корабля, которое позволяет ему путешествовать по Мультивселенной, но Джанет, узнав о его прошлом, крадёт реактор и убегает. Используя частицы Пима, Джанет увеличивает ядро, делая его непригодным для использования. Спустя десятилетия Канг создаёт империю в Квантовом мире, терроризируя его обитателей. В определённый момент он затягивает Скотта Лэнга в Квантовый мир и заставляет его достать ядро и восстановить его первоначальный размер, но Джанет вмешивается, и начинается битва. Лэнг и его союзники в конце концов побеждают Канга, дистабилизируя ядро, которое затем поглощает его.
В сцене после титров фильма появляются три альтернативной версии Канга: Иммортус, Рама-Тут и Центурион, которые, узнав о смерти Канга, собирают Совет и планируют наказать жителей Мультивселенной за гибель Канга, и предотвратить уничтожение всего, что они создали. Во второй сцене после титров, Локи и агент организации УВИ Мобиус М. Мобиус находят ещё одну альтернативную версию Канга, Виктора Таймли, в 1920-х годах. Эта сцена создаёт основу для второго сезона сериала «Локи». Первоначально предполагалось появление двух сыновей Хоуп из альтернативной вселенной, но они были вырезаны. По словам Джонатана Мейджорса, изображающего Канга, этот персонаж является «существом Нексуса», которое может влиять на стабильность Мультивселенной. Сценарист Джефф Лавнесс сказал, что поскольку концепция путешествий во времени уже была исследована в фильме «Мстители: Финал», он хотел сделать больший акцент на связях Канга с Мультивселенной и «развить» мультивселенское повествование КВМ. Он также описал Квантовый мир как «связанный лимб вне пространства и времени», уподобив его «подвалу» Мультивселенной. Режиссёр Пейтон Рид заявил, что появление Канга в КВМ будет иметь серьёзные последствия для киновселенной в будущем.

### «Локи» (2-й сезон, 2023)
Исследование мультивселенной продолжилось во втором сезоне сериала «Локи» (2021), где появилась альтернативная версия Канга Завоевателя — Виктор Таймли.
После событий первого сезона Локи невольно перемещается между прошлым, настоящим и будущим УВИ. В настоящем руководство УВИ во главе с генералом Докс решает найти Сильвию, ответственную за образование множества временных линий и нарастающую нестабильность работы УВИ. Мобиус отводит Локи в отдел ремонта и обслуживания технологий УВИ к работнику по имени Уроборос («У.Б.»), чтобы исправить его «провалы» во времени и пространстве. Благодаря периодическим перемещениям в прошлое Локи вместе с У.Б. создаёт устройство для стабилизации Ткача времени — устройства, преобразующего неопределённое время в физический таймлайн и называет устройство «экстрактором темпоральной ауры». Однако У. Б. заявляет, что Локи придётся себя удалить, когда Мобиус в специальном скафандре достигнет Ткача и сможет вытянуть Локи из потока времени, иначе Локи навсегда потеряется во времени. В настоящем У.Б. находит созданный им в прошлом экстрактор и даёт Локи компас, при помощи которого Локи сможет определить, когда себя удалять, однако Локи «проваливается» в будущее УВИ, и видит, что организация находится на грани уничтожения. У.Б. начинает закрывать шлюз в УВИ, и спасённый Локи с Мобиусом успевают попасть внутрь.
Локи, Мобиус и Охотник B-15 перемещаются в 1977 год «Священной линии времени» и арестовывают Охотника Х-5 из УВИ, взявшего себе имя — Брэд Вульф, до этого отправленного на поиски Сильвии, но заглушившего связь с УВИ. У.Б. строит устройство для исправления перегрузки Ткача времени и даёт Локи пособие по всем устройствам организации, чтобы они починили его сами. Тем временем В-15 вместе с Кейси пытается отследить Равонну Ренслейер, после чего им становится ясно, что Мисс Минуты сбежала вместе с ней. Локи вспоминает, что будучи в прошлом УВИ он слышал разговор Равонны и Того, кто остаётся, из чего все делают вывод, что они в сговоре. У.Б. обследует Ткача и обнаруживает, что у него не получается открыть защитные щиты. К нему присоединяются B-15 и Кейси, и вместе они делают вывод, что открыть щиты сможет только их создатель — Тот, кто остаётся, или его альтернативные версии. Локи согласно их с Мобиусом плану пытает Брэда, постепенно сжимая его в кубе времени, угрожая убить, в итоге Брэд раскрывает, что нашёл Сильвию в ответвлении, но сбежал в «Священную линию времени», чтобы устроить свою личную жизнь. Локи, Мобиус и Брэд перемещаются в ответвлённую линию времени в 1982 год в Брокстон (Оклахома), где находят Сильвию, работающую в заведении McDonald’s. Локи выводит Сильвию на улицу и рассказывает ей о своих «провалах» во времени и о её появлении в будущем УВИ. Сильвия не желает возвращаться в УВИ, достигнув своей цели, однако Брэд сообщает Мобиусу, что данная линия времени скоро будет уничтожена. Сильвия зачаровывает его и узнаёт, что генерал Докс вместо поисков Сильвии собирается массово удалить ответвлённые линии времени, после чего все направляются её остановить. Локи, Сильвия и Мобиус останавливают Докс, однако большая часть линий оказалась уничтожена агентами УВИ.
Равонна Ренслейер вместе с Мисс Минуты прибывает в 1868 год в Чикаго «Священной линии времени» и подкидывает молодой альтернативной версии Того, кто остаётся — Виктору Таймли руководство по УВИ, ответвляя данную линию времени. Ткач времени все сильнее теряет стабильность, и чтобы его сдержать, У.Б. заявляет, что для открытия закрытых шлюзов необходима темпоральная аура создателя УВИ, иначе УВИ будет уничтожено разрывающимся Ткачом. Команда во главе с Локи, Мобиусом и Охотником B-15 решают отыскать Мисс Минуты, имеющую доступ ко всем технологиям УВИ и вместе с ней Равонну Ренслейер. Локи и Мобиус перемещаются в ответвлённую линию времени в 1893 год и находят Ренслейер и Виктора Таймли, представляющего прототип Ткача времени для производства электричества, сконструированного по руководству УВИ. Мобиус и Равонна пытаются забрать Виктора, а внезапно появившаяся Сильвия — убить. Виктор убеждает её оставить его в живых, и Сильвия отпускает Виктора с Локи и Мобиусом, после чего отправляет Равонну и Мисс Минуты в разрушающуюся Цитадель в конце времён. Там Мисс Минуты раскрывает Равонне, что в прошлом организации «УВИ» Тот, кто остаётся и Равонна вместе закончили Войну Мультивселенных и собирались править вместе, однако после ухода Равонны, Тот, кто остаётся через Мисс Минуты запусктил «Протокол 42» и стёр память всем работникам УВИ, в том числе и Равонне.
Прибывший в УВИ Виктор Таймли соглашается помочь Локи, Мобиусу и Охотнику В-15 исправить Ткач времени. Виктор знакомится с Уроборосом и вместе с ним и Кейси придумывает способ исправить доработки У.Б. с помощью своих разработок. Равонна Ренслейер и Мисс Минуты возвращаются из Цитадели в конце времён и предлагают генералу Докс, Охотнику Х-5 и другие минутменам, ответственным за удаление множества линий, присоединиться к ней для перехвата власти в УВИ, Х-5 соглашается, а Докс и другие минутмены ― нет, за что их убивает Мисс Минуты. Равонна с помощью Х-5 захватывает Виктора, а Мисс Минуты перехватывает управление всем оборудованием УВИ, и запрещает героям доступ ко многим функциям УВИ. У.Б. предлагает перезагрузить систему, тем самым стерев Мисс Минуты и отключив многие протоколы безопасности, в том числе протокол, ответственный за ограничение магии в УВИ. Мисс Минуты исчезает, а Х-5 под влиянием магии Сильвии «удаляет» Равонну Ренслейер, в то время как Локи спасает Виктора. Попав в рубку, Виктор с помощью своей темпоральной ауры открывает шлюзы и сам вызывается доставить устройство к Ткачу. Виктор надевает скафандр и едва покинув помещение мгновенно спагеттифицируется и погибает. Шокированная этим команда в рубке наблюдает, как Ткач времени взрывается от перегрузки необработанным временем, уничтожая УВИ.
Локи приходит в себя, у него вновь начинаются «провалы» во времени. Он перемещается по альтернативным реальностям, где встречает версии Кейси (Фрэнка Морриса — заключённого, сбежавшего из Алькатраса), Охотник В-15 (детского врача Уиллис), Мобиуса (продавца гидроциклов и отца-одиночку Дона) и Уробороса (учёного и писателя-фантаста А. Д. Дага). Даг верит в истории Локи об УВИ и его «провалах» во времени и пространстве и рекомендует Локи научиться контролировать свои «провалы», однако у Локи не выходит. Локи желает вернуться в момент до взрыва Ткача, чтобы предотвратить его, и Даг выдвигает теорию, что для этого необходимо собрать всех, с кем Локи был в момент взрыва, чтобы их общая темпоральная аура отправила их в нужное время и место, однако для этого нужен тэмпад. Локи отдаёт Дагу Руководство УВИ, после чего вновь «проваливается» во времени и пространстве. Попав в линию времени Мобиуса, Локи убеждает его примкнуть к нему и помочь спасти его реальность и своих детей. Даг с помощью руководства за полтора года создаёт прототип тэмпада, и Локи собирает почти всех, кто был с ним в момент взрыва. Отправившись за Сильвией, Локи пытается завербовать и её, однако она ставит под сомнение стремление Локи вырвать своих друзей из их реальных жизней в угоду работы в УВИ, лишая их свободы выбора. Но когда вся реальность Сильвии спагеттифицируется и погибает, она успевает сбежать через Дверь времени, приходит к друзьям и заявляет, что альтернативные линии времени погибают, и соглашается помочь Локи. Внезапно мастерская Дага начинает спагеттифицироваться, после чего Фрэнк, Даг, Уиллис, Дон и Сильвия распадаются, и Локи остаётся один в разрушающемся мире. Используя частицы разрушенных героев, Локи начинает контролировать свои «провалы», попадая в прошлое до уничтожения мастерской, концентрируясь на человеке, а не на событии. Локи заявляет, что сможет «переписать историю», после чего, используя «провал», попадает в своё тело до взрыва Ткача и оказывается рядом с Уроборосом в УВИ.
Локи «проваливается» во времени в момент, предшествующий взрыву Ткача Времени в организации «Управление временными изменениями» (УВИ). Зная будущее, Локи всеми силами пытается предотвратить взрыв, повторяя снова и снова походы к Ткачу, однако в каждом исходе Виктор Таймли спагеттифицируется. Локи «проваливается» ещё глубже во времени и попадает в момент встречи Уробороса «У.Б.» с Виктором. Зная будущее, Локи помогает У.Б. быстрее разобраться с Множителем. Спустя множество веков и попыток, Локи отправляет Виктора к Ткачу и ему удаётся запустить Множитель в Ткач. Множитель расширяет его, однако Ткач вновь начинает дестабилизироваться и Виктор приходит к выводу, что нельзя ограничить бесконечно растущие линии, и Ткач в любом исходе будет уничтожен, поскольку нельзя расширить пропускную способность Ткача до уровня бесконечности.
Локи перемещается в момент своего сражения с Сильвией за жизнь Того, кто остаётся. Спустя множества попыток, Локи не удаётся переубедить Сильвию, постоянно пытающуюся убить Того, кто остаётся, и Локи просит последнего остановить её. Тот, кто остаётся, исключает Сильвию из разговора и раскрывает, что «провалы» Локи во времени и его дальнейшие путешествия были им продуманы и что Ткач является предохранителем, который в результате взрыва удаляет все альтернативные линии вместе с УВИ, защищая «Священную линию времени», и Локи может бесконечно пытаться его остановить, но он всегда будет «проигрывать» и возвращаться к нему. После этого Тот, кто остаётся, предлагает Локи выбор: уничтожить Ткач и подвергнуть уничтожению все линии, включая «Священную линию времени», либо убить Сильвию и спасти её. Локи отказывается и перемещается в момент, когда он впервые общается с Мобиусом в Театре времени и пытается узнать, как они определяют, кого удалять, а кого нет, и Мобиус рассказывает ему историю о том, что когда он был Охотником он не удалил мальчика-аномалию, виновную в гибели 5 000 человек. Мальчика удалила Равонна Ренслейер, будучи напарницей Мобиуса, однако временная линия перешла порог, в результате чего погибло множество Охотников УВИ. Мобиус подводит итог того, что часто выбора просто нет, но есть обязанность взять на себя ответственность за происходящее, после чего он и УВИ спагеттифицируются. Локи перемещается к Сильвии в момент её спагеттификации и останавливает время. Он заявляет, что ему придётся убить её, чтобы всех спасти, но Сильвия убеждает его заменить Того, кто остаётся. Локи перемещается в УВИ в момент открытия шлюзов с помощью Таймли и сам отправляется к Ткачу. Используя магию, Локи уничтожает Ткач времени, в результате чего временные линии, проходившие сквозь него погибают. Локи оживляет временные линии с помощью своих сил и отправляется в Конец времени, забирая линии с собой. Создав золотой трон на месте Того, кто остаётся, Локи перестраивает линии в древовидную структуру и остаётся в центре наблюдать за ними в одиночестве в Конце времени.
УВИ реорганизуется и ставит своей целью защиту временных линий и отслеживание вариантов Того, кто остаётся. «У.Б.» активирует перезагруженную Мисс Минуты и пишет второе издание Руководства по УВИ, упоминая Виктора Таймли в качестве соавтора. А сам Виктор Таймли в 1863 году не получает Руководство УВИ и не становится учёным.

### «Капитан Марвел 2» (2023)
В финале фильма «Капитан Марвел 2» Моника Рамбо после того, как закрыла червоточину, созданную Дар-Бенн, оказалась в параллельной вселенной, где встретила альтернативную версию своей матери и персонажа Людей Икс — доктора Хэнка Маккоя.

### «Что, если…?» (2-й сезон, 2023)
Второй сезон «Что, если…?» продолжил повествование Наблюдателя, исследуя новые альтернативные реальности в мультивселенной.

### «Дэдпул и Росомаха» (2024)
В фильме «Дэдпул и Росомаха» (2024) Уэйд Уилсон / Дэдпул был задержан охотниками УВИ, чтобы переместить его в Священную линию времени по причине, что его родной мир будет уничтожен из-за смерти Логана / Росомахи. Уэйд находит альтернативную версию Росомахи, чтобы в своём мире заменить им умершего Логана, но агент УВИ мистер Парадокс отправляет их обоих в пустоту.

### «Что, если…?» (3-й сезон, 2024)
Третий сезон «Что, если…?» продолжил повествование Наблюдателя, исследуя новые альтернативные реальности в мультивселенной, а также в нём был показан конфликт Уату с другими Наблюдателями.

### «Ваш дружелюбный сосед Человек-паук» (1-й сезон, 2025)
В мультсериале «Ваш дружелюбный сосед Человек-паук» (2025) для Disney+ рассмотрена альтернативная версия истории происхождения Питера Паркера, где вместо Тони Старка его наставником становится Норман Осборн. Также в сериале появились альтернативные версии Мэй Паркер, Стивена Стрэнджа, Мэтта Мёрдока / Сорвиголовы, Отто Октавиуса, Мака Гаргана / Скорпиона, Нико Минору, Бенджамина Донована, Бульдозера и некоторых других персонажей.

### «Фантастическая четвёрка: Первые шаги»
- События фильма «Фантастическая четвёрка: Первые шаги» происходят в параллельной ретрофутуристической вселенной Земли-828.

### «Очи Ваканды»
В 4 эпизоде мультсериала «Очи Ваканды» была представлена альтернативная реальность, в которой вакандские агенты Боевых псов вернули в Ваканду вибраниумный топор, которым в Священной временной линии завладел Киллмонгер. В итоге Киллмонгер не захватывал трон Ваканды, а Т’Чалла в результате этого не открыл Ваканду миру. В результате в XXIV веке Ваканда не стала помогать остальному миру во время вторжения инопланетян и в последствии осталась одна против них. Королева Ваканды, носившая титут Чёрной пантеры, перемещается в 1896 год и пытается помешать Боевым псам вернуть топор в Ваканду. У неё это не получается, но ей удаётся убедить Боевых псов: принца Тафари и агента Куду не возвращать топор, а вернуть в то место, где он был найден.

### Будущие проекты
- Сюжетная линия эпизода «What If… Zombies?!» из первого сезона сериала «Что, если…?» (2021) будет продолжена в сериале «Зомби Marvel» (2025) для Disney+[19][181].
- Второй сезон мультсериала «Ваш дружелюбный сосед Человек-паук» продолжит сюжетную линию первого в его альтернативной вселенной.
- Тема мультивселенной продолжится в фильмах «Мстители: Судный день» и «Мстители: Секретные войны».

## Представленные реальности

### Земля-616
Земля-616, также известная как «Священная линия времени», является основной реальностью, представленной в КВМ. За исключением сериалов «Локи» и «Что, если…?», Земля-616 выступает основным местом действия всех фильмов, телесериалов и короткометражек КВМ. Несмотря на то, что в 2008 году Marvel Comics обозначили КВМ как Землю-199999, в фильме «Доктор Стрэндж: В мультивселенной безумия» КВМ получила порядковое наименование —Земля-616, то же обозначение, что и у основной вселенной Marvel Comics. Один из руководителей Marvel Studios Нейт Мур в ноябре 2021 года также назвал основную вселенную КВМ Землёй-616, а Файги стал использовать этот термин внутри компании до выхода «Мультивселенной безумия». Отсылками к «вселенной 616» в фильмах также были уловки Мистерио в фильме «Человек-паук: Вдали от дома» (2019) и записи на доске Эрика Селвига в фильме «Тор 2: Царство тьмы» (2013).

### Реальность 2012 года («Хрононалёт»)
В фильме «Мстители: Финал», Мстители отправляются в альтернативный Нью-Йорк 2012 года во время битвы за город, чтобы добыть некоторые из Камней Бесконечности. В то время как Брюс Бэннер / Умный Халк просит Древнюю отдать Камень Времени, Стив Роджерс перехватывает команду «У.Д.А.Р.» и получает скипетр Локи, содержащий Камень Разума. Старк и Лэнг пытаются выкрасть Тессеракт из кейса альтернативной версии Старка, но план срывается, и арестованный Мстителями Локи сбегает с Тессерактом. В сериале «Локи» УВИ откатывает все изменения в этой вселенной и арестовывает альтернативную версию Локи.

### Реальность 2014 года («Хрононалёт»)
В фильме «Мстители: Финал» во время операции «Хрононалёт», Наташа Романофф / Чёрная вдова, Клинт Бартон / Соколиный глаз, Джеймс Роудс / Воитель и Небула отправляются в альтернативный 2014 год к планете Мораг с целью изъятия альтернативных версий Камней Бесконечности. Позже Романофф и Бартон отбывают на «Бенатаре» к Вормиру, чтобы получить Камень Души; Наташа жертвует собой и Клинт забирает Камень. Тем временем, Роудс и Небула на Мораге успешно получают Сферу, содержащую Камень Силы, но Танос из 2014 года захватывает Небулу. Заполучив частицы Пима, Танос телепортирует свой военный корабль, «Святилище II», на базу Мстителей в 2023 году, что приводит к крупной битве Таноса против Мстителей, Стражей Галактики, Мастеров мистических искусств, жителей Ваканды и Опустошителей. Альтернативная версия Гаморы из 2014 года предаёт Таноса и присоединяется к Небуле из 2023 года, а затем исчезает с поля битвы. Эта версия Гаморы вернулась в фильме «Стражи Галактики. Часть 3» (2023).

### Зомби-апокалипсис
В реальности, впервые рассмотренной в эпизоде «Что, если… зомби?!» первого сезона сериала «Что, если…?» (2021), Хэнк Пим спасает Джанет ван Дайн из квантового мира, но обнаруживает, что Джанет заражена квантовым вирусом, превратившим её в зомби. Это приводит к масштабному зомби-апокалипсису, в результате которого многие Мстители превращаются в зомби, включая Тони Старка, Стивена Стрэнджа, Вонга, Клинта Бартона, Хэппи Хогана, Сэма Уилсона / Сокола, Шэрон Картер / Агента 13, Стива Роджерса, Ванду Максимофф, а также Таноса. Данная реальность будет пересмотрена в сериале «Зомби Marvel», где будет показано, что в зомби также превратились Эмиль Блонски / Мерзость, Эйва Старр / Призрак, Кэрол Дэнверс / Капитан Марвел, Окойе и Икарис.

### Завоевания Альтрона
Восьмой эпизод первого сезона сериала «Что, если…?» сосредоточен на альтернативной событиях фильма «Мстители: Эра Альтрона» (2015), где Альтрону удаётся перенести своё сознание в тело Вижна, получить от Таноса Камни Бесконечности и уничтожить всё живое во вселенной. Эти события приводят к финалу первого сезона, в котором Наблюдатель собирает команду «Стражи Мультивселенной» из предыдущих эпизодов мультсериала, а Альтрон терпит поражение. Аниматоры в этих двух эпизодах использовали художественный приём под названием «разрывы Кирби», чтобы продемонстрировать мультивселенную силу Альтрона и Наблюдателя; на этом настаивала Эшли Брэдли, поскольку приём никогда раньше не использовался в КВМ.

### Реальность Питера-Два
В фильме «Человек-паук: Нет пути домой» представлены персонажи из серии фильмов Сэма Рэйми о Человеке-пауке, и многие актёры повторяют свои роли из трилогии. Версия Паркера из этой вселенной, получившая прозвище «Питер-2», использует органическую паутину, а не веб-шутеры как его альтернативные версии; Паркер также упоминает о «сложных» отношениях со своей девушкой Мэри Джейн Уотсон. Три злодея Паркера: Озборн, Октавиус и Марко, также перемещаются на Землю-616.

### Реальность Питера-Три
В фильме «Человек-паук: Нет пути домой» также представлены персонажи из серии фильмов Марка Уэбба о Новом Человеке-пауке, и некоторые актёры повторяют свои роли из дилогии. Версия Паркера из этой вселенной, получившая прозвище «Питер-3», всё ещё пытается пережить смерть своей девушки Гвен Стейси (события ленты «Новый Человек-паук: Высокое напряжение» (2014)), считая себя ответственным за неспособность спасти её. Два злодея Паркера: Коннорс и Диллон, также переносятся на Землю-616.

### Земля-838
Земля-838 впервые представлена в фильме «Доктор Стрэндж: В мультивселенной безумия» (2022). В первую очередь это родной мир команды «Иллюминаты», тайного общества, основанного альтернативной версией Стрэнджа. Среди других членов — Чарльз Ксавьер, Капитан Картер, Мария Рамбо / Капитан Марвел, Болтагон и Рид Ричардс. Когда в данной вселенной происходила война с Таносом, Стрэндж-838, в целях спасения мира использовал книгу «Даркхолд», чем вызвал «сопряжение миров». С помощью книги, Стрэнджу удаётся найти Книгу Вишанти,
с помощью которой Иллюминаты смогли победить и убить Таноса. Однако, в результате длительного использования книги «Даркхолд», Стрэндж стал опасен для Мультивселенной, в результате чего он был казнён Болтагоном на Титане после битвы с Таносом; место Стрэнджа в команде занимает Карл Мордо, а самого Стрэнджа на Земле почитают как героя, отдавшего жизнь в борьбе с Таносом. Иллюминаты в этой вселенной были сформированы после успеха программы «Альтрон» и последующей отставки Мстителей. Среди других появившихся жителей Земли-838 появляются доктор Кристина Палмер, занимающаяся исследованием Мультивселенной, Ванда Максимофф, её дети Билли и Томми, а также множество роботов Альтрона. Роботов Альтрона озвучивает Росс Маркуанд, повторяя свою роль из «Что, если…?», где он заменил Джеймса Спейдера, озвучивавшего персонажа в фильме «Мстители: Эра Альтрона» (2015).

### Земля-10005
В фильме «Дэдпул и Росомаха» (2024) персонаж Уэйд Уилсон / Дэдпул из серии фильмов «Люди Икс» компании 20th Century Fox будет интегрирован в основную временную линию КВМ. В рамках своего характера, он знает о вселенной КВМ через упоминание Таноса в разговоре с Кейблом, которого играет Джош Бролин. Персонаж является представителем альтернативной реальности, где мутанты известны во всем мире благодаря команде «Люди Икс». Сама вселенная изменена по сравнению с первоначальной временной шкалой оригинальной трилогии фильмов «Люди Икс» (2000—2006), которая в Marvel обозначена как Земля-10005, в результате изменений, внесённых в фильме «Люди Икс: Дни минувшего будущего» (2014). В конце фильма «Дэдпул 2» (2018) Дэдпул использует устройство перемещения во времени Кейбла, чтобы путешествовать по разным временным линиям.

### Земля-828
События фильма «Фантастическая четвёрка: Первые шаги» происходят в альтернативной вселенной Земли-828.

## Реакция

### Отзывы критиков
«Магический мистический тур» из «Доктора Стрэнджа» получил высокую оценку критиков: Умберто Гонсалес из «TheWrap» назвал сцену «своеобразной психоделической и захватывающей поездкой», а Бритт Хейс из «ScreenCrush» отметила «поразительную сложность». Что касается сюжета «Финала», ориентированного на путешествия во времени, Питер Трэверс из «Rolling Stone» посчитал его «клишейным», но самобытным; в то время как Питер Дебрюге из «Variety» назвал его «самым отчаянным действием сценариста». Джастин Чан из «Los Angeles Times» отметил, что путешествия во времени принесли в жертву согласованность повествования ради ностальгии и фансервиса. После сообщений о том, что «Нет пути домой» будет включать мультивселенную, Адам Б. Вэри из «Variety» написал, что мультивселенная может позволить Тому Холланду, играющему Паркера в КВМ, появиться с ролью и во вселенной Sony (SSU). Грэм Макмиллиан из «The Hollywood Reporter» предположил, что Фантастическая четвёрка и Люди Икс будут введены в КВМ через мультивселенную, в то время как Хоай-Тран Буи из «/Film» задался вопросом, затмит ли добавление мультивселенских персонажей актёрскую игру Холланда в «Нет пути домой». После выхода фильма Бенджамин Ли из «The Guardian» похвалил Джона Уоттса за возвращение многих злодеев Человека-паука; в то время как Джон ДеФор из «The Hollywood Reporter» предположил, что сюжет с мультивселенной позволил раскрыть тему «превращения Паркера в подобие Железного человека», что наблюдалось в предыдущих фильмах КВМ о персонаже. Ли и ДеФор также отметили невиданный уровень фансервиса в фильме, с этим согласились Бильге Эбири из «Vulture» и Дон Кэй из «Den of Geek».
Представление мультивселенной в «Мультивселенной безумия» вызвало неоднозначную реакцию критиков. Джастин Чан из «Los Angeles Times» отметил, что подход фильма к мультивселенной позволил создателям фильма задаться вопросами «судьбы, предопределённости и человеческой порядочности», в отличие от мультивселенной в фильме «Всё везде и сразу» (2022). Обозреватель «TheWrap» Алонсо Дуральде посчитал, что «Мультивселенная безумия» не смогла достичь уровня «остроумия, нервозности и раскрытия персонажей» как в ленте «Всё везде и сразу», но оценил сцену с перемещением по мультивселенной как «незабываемо своеобразную». Джон ДеФор, который также рецензировал этот фильм, раскритиковал мультивселенную КВМ как «быстро устаревающий сюжетный приём» и «костыль, поддерживающий франшизу». Дэвид Эрлих из «IndieWire» выразил разочарование по поводу того факта, что фильм сосредоточен только на двух параллельных вселенных, несмотря на его название, что ещё больше высмеивает причудливые характеристики Земли-838. Дэвид Симс из «The Atlantic» написал, что он «был воодушевлён, увидев в фильме место для настоящего автора жанра среди всех мультивселенских махинаций», но заметил, что лента «перенасыщена» фансервисом. Вдобавок к этому Росс Бонайм из «Collider» высказал мнение, что фильм содержал «моменты с самым вопиющим и разочаровывающим фансервисом» Marvel; в то время как Принцесс Уикс из «The Mary Sue» раскритиковала включение в ленту нескольких сцен, содержавших только фансервис. В своей статье для «RogerEbert.com» Брайан Таллерико также похвалил сцену прыжков по мультивселенной, но раскритиковал нераскрытый в фильме потенциал мультивселенной и использование в нём компьютерной графики (CGI). Оуэн Глейберман из «Variety» поставил под сомнение логику мультивселенной КВМ; в то время как Питер Брэдшоу из «The Guardian» посетовал, что «бесконечное число реальностей неизменно уменьшает драматизм любой отдельно взятой реальности».

### Теории и спекуляции
В «Ванда/Вижн» Эван Питерс появляется в конце серии «В особом эпизоде…» в роли «Пьетро Максимоффа»; ранее Эванс играл Питера Максимоффа в фильмах о Людях Икс от студии Fox. В «Эре Альтрона» роль Пьетро исполнил Аарон Тейлор-Джонсон; в «Ванда/Вижн» Дарси Льюис отметила, что Ванда «поменяла актёра» в роли Пьетро во внутрисюжетном ситкоме «Ванда/Вижн». Это появление широко обсуждалось комментаторами, которые назвали его захватывающим сюрпризом. Многие критики отметили, что это подготовило почву для изучения мультивселенной в будущих проектах Четвёртой фазы. В последней серии «Финал сериала» выясняется, что персонаж Питерса на самом деле является Ральфом Боунером (англ. Ralph Bohner, буквально «Ральф Стояк»), жителем Уэствью, которого Агата Харкнесс заставила притворяться Пьетро. Этот поворот был неоднозначно встречен критиками. Мэтт Пурслоу из «IGN» был разочарован тем, что предположения зрителей не оправдались, назвав это «несправедливой уловкой от Marvel»; его коллега Карлос Моралес раскритиковал выбор Питерса на роль как ненужный и пустой. С другой стороны, Стивен Робинсон из «The A.V. Club» посчитал, что поворот был «элегантно простым и самодостаточным». Чанселлор Агард из «Entertainment Weekly» и Дэниел Гиллеспи из «Screen Rant» согласились с мнением Робинсона, при этом Агард почувствовал облегчение из-за того, что персонаж Питерса не был той же версией из фильмов о Людях Икс, а Гиллеспи похвалил кастинг как способ вызвать обсуждения. Адам Б. Вэри из «Variety» посчитал это «действительно хорошей шуткой», но отметил, что очевидные «махинации с мультивселенной» вызвали безудержные спекуляции фанатов. Многие зрители выразили своё разочарование по поводу того, что персонаж Питерса превратился в шутку о пенисе.
Появления Магуайра и Гарфилда в фильме «Нет пути домой» держались в секрете до выхода фильма на экраны, а Холланд неоднократно отрицал их участие. Гарфилд также опровергал подобные сообщения, а режиссёр ленты Джон Уоттс отказался подтверждать возвращение Октавиуса, Диллона, Озборна, Марко и Коннорса. Кевин Файги предостерёг фанатов, отметив, что они могут разочароваться ложными слухами. В результате сообщения о возвращении вышеупомянутых персонажей вызвали бурные спекуляции и интерес в Интернете. «Мультивселенная безумия» до своего выхода имела тот же уровень спекуляций, что и «Нет пути домой», и многие зрители предполагали, что в фильме появятся персонажи Marvel из ранних фильмов, не относящихся к КВМ. Многие из этих слухов не подтвердились, за исключением Патрика Стюарта, который сначала отрицал своё участие в проекте, но позже подтвердил это. Майкл Уолдрон обратил внимание на слухи о том, что Том Круз мог исполнить роль альтернативной версии Железного человека, но заявил, что к Крузу никогда не обращались из-за его съёмочного расписания в фильмах «Миссия невыполнима: Смертельная расплата» (2023) и «Миссия невыполнима: Финальная расплата» (2025). Райан Рейнольдс, сыгравший Уэйда Уилсона / Дэдпула в фильмах Fox о Людях Икс, отверг утверждения о том, что он появится в фильме, но Уолдрон сообщил, что велись обсуждения относительно камео персонажа. Роджер Чэн из «CNET» был разочарован камео Иллюминатов в «Мультивселенной безумия» из-за их ограниченного экранного времени, отметив, что камео не вызвали такого же интереса, как в «Нет пути домой». Похожим образом Кирстен Акуна из Insider назвала эти сцены «бесполезным фансервисом» и упущенной возможностью. Белен Эдвардс из «Mashable» заявила обратное, отметив, что быстрые и жестокие сцены смерти Иллюминатов были «приятным изменением темпа» по сравнению с уровнем фансервиса «Нет пути домой».
Введение концепции сопряжения миров в «Мультивселенной безумия» заставило некоторых комментаторов поверить в то, что Marvel Studios готовится к адаптации «Секретных войн». Позже Файги раскрыл, что последние проекты КВМ содержат намёки на то, куда движется франшиза, что ещё больше разожгло спекуляции со стороны комментаторов и зрителей.

### Мнения кинематографистов
Майкл Уолдрон предупредил об опасности использования мультивселенной в качестве сюжета в КВМ, отметив, что ставки станут ниже для героев, «если не сделать историю личной». Джо Руссо, который вместе со своим братом Энтони выступал одним из режиссёров фильмов КВМ «Первый мститель: Другая война» (2014), «Первый мститель: Противостояние» (2016), «Мстители: Война бесконечности» (2018) и «Финал», предупредил, что избыток фильмов о мультивселенной может привести к неблагоприятным результатам, призывая сценаристов «противостоять» корпоративным установкам киностудий. Режиссёр ленты «Терминатор: Тёмные судьбы» (2019) Тим Миллер заявил, что представление путешествий во времени в «Финале» уступает франшизе «Терминатор», потому что оно понизило ставки истории.

## Вне КВМ

### Вселенная Человека-паука от Sony
В сцене после фильма «Веном 2» (2021) вселенной Человека-паука от Sony (SSU) Эдди Брок и Веном переносятся в КВМ через мультивселенную в результате первого заклинания Стрэнджа из «Нет пути домой». Файги заявил, что эта сцена стала результатом серьёзного сотрудничества Marvel Studios и Sony Pictures и была снята режиссёром «Нет пути домой» Джоном Уоттсом во время производств фильма. После выхода «Венома 2» многие комментаторы ожидали, что Харди вернётся в «Нет пути домой»; и в конечном итоге персонаж появился в первой сцене после титров фильма. Зрители положительно отреагировали на сцену после середины титров «Венома 2», хотя Уильям Хьюз из «The A.V. Club» и Винни Манкузо из «Collider» отметили, что эта сцена затмила всё остальное в фильме.
Аналогичным образом, в двух сценах после титров фильма SSU «Морбиус» (2022) Эдриан Тумс / Стервятник, сыгранный Майклом Китоном в фильме «Человек-паук: Возвращение домой» (2017), переносится из КВМ в SSU в результате второго заклинания Стрэнджа из «Нет пути домой». Тумс вступает в союз с Майклом Морбиусом с намерением сформировать команду для победы над Человеком-пауком. Режиссёр Даниэль Эспиноса заявил, что Sony всегда планировала включить в фильм камео Китона с ролью Тумса, сославшись на анимационный фильм «Человек-паук: Через вселенные» (2018) в качестве основного источника вдохновения для сцен. Обе сцены получили крайне негативную реакцию критиков, которые сочли их сбивающими с толку и неудовлетворительными. В обзоре для «The Mary Sue» Джулия Глассман написала, что сцены «[показались] плоскими», в отличие от сцены после середине титров «Венома 2»; Кейт Эрбланд из «IndieWire» была озадачена внезапным появлением Китона. Кэти Бреннан из «Time Out» высказала мнение, что эти сцены были слабой попыткой Sony «завоевать аудиторию, используя потенциальную связь» с КВМ; Брэди Лангманн из «Esquire» и Кэй из «Den of Geek» раскритиковали плохой сценарий сцен и отсутствие логики. Элиана Доктерман из «Time» описала эту сцену как выполнение «корпоративного мандата» Sony по подключению SSU к КВМ, указав на то, как это противоречит многим элементам сюжета «Возвращения домой» и «Нет пути домой».

### Парки Disney
На территории тематических парков Disney расположены несколько аттракционов, посвящённых КВМ и чьи события расположены в альтернативной вселенной, а не на Земле-616. Эти объекты включают в себя: Кампус Мстителей в парке Disney California Adventure и парке Walt Disney Studios, выставка «Stark Expo» в гонконгском Диснейленде, аттракцион «Стражи Галактики: Космическая перемотка» в EPCOT и «Мстители: Квантовая встреча» на круизном лайнере «Disney Wish». В этой вселенной не случился Скачок и связанные с ним события, например, смерть Старка, а Мстители основали кампусы по всему миру для сбора новых героев.

## Комментарии
1. ↑  Впервые представленный во второй сцене после титров фильма «Человек-муравей и Оса: Квантомания» (2023).
2. ↑  События эпизода «Heart of the TVA».
3. ↑  События фильма «Человек-муравей и Оса» (2018).